# Gare de Messac - Guipry
Gare de Messac - Guipry vasútállomás Franciaországban, Messac településen.

## Vasútvonalak
Az állomást az alábbi vasútvonalak érintik:
- Rennes–Redon-vasútvonal

## Kapcsolódó állomások
A vasútállomáshoz az alábbi állomások vannak a legközelebb:
- Gare de Pléchâtel (Gare de Rennes, Rennes–Redon-vasútvonal)
- Gare de Fougeray - Langon (Gare de Redon, Rennes–Redon-vasútvonal)